# Allium nevadense
Allium nevadense — вид трав'янистих рослин родини амарилісові (Amaryllidaceae), поширений на заході США.

## Опис
Цибулин 1–3, з 0–2 стебловими, прикореневими цибулинками, яйцюваті, 1–2 × 0.8–1.5 см; зовнішні оболонки містять 1 або більше цибулин, коричневі, перетинчасті; внутрішні оболонки білі або рожеві. Листки стійкі, 1; листові пластини циліндричні, 10–20 см × 1–3 мм. Стеблина стійка, одиночна, прямостійна, циліндрична, 5–15 см × 1–2.5 мм. Зонтик стійкий, прямостійний, компактний, 5–25-квітковий, півсферичний, цибулинки невідомі. Квіти зірчасті, 7–12 мм; листочки оцвітини розлогі, білі або рожево-білі з темно-рожевими серединними жилками, від ланцетоподібних до яйцюватих, ± рівні, краї цілі, верхівка від гострої до загостреної. Пиляки пурпурні; пилок жовтий. Насіннєвий покрив тьмяний. 2n = 14, 28.
Період цвітіння: квітень — червень.

## Поширення
Поширений на заході США — у штатах Аризона, Каліфорнія, Колорадо, Айдахо, Невада, Орегон, Юта.
Населяє піщані, кам'янисті або зрідка глинисті ґрунти на пустельних рівнинах та схилах гір; 1400–1700 м.